# Holzbronn

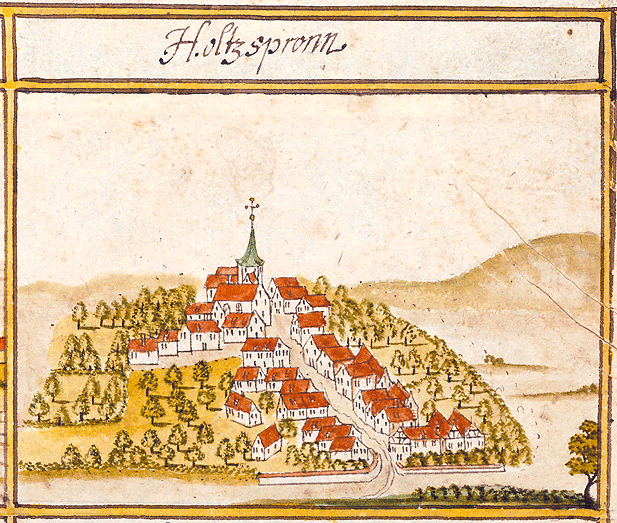
Holzbronn 1681 im Kieserschen Forstlagerbuch

Holzbronn ist ein Stadtteil der Großen Kreisstadt Calw in Baden-Württemberg und liegt auf einer Hochebene im Heckengäu am Ostrand des Nordschwarzwalds, etwa 10 km südlich von Calw.

## Geschichte
Der Ort wurde um 1150 von den Grafen von Calw als Siedlung Holtzspronn gegründet. 1345 wurde das Dorf erstmals urkundlich erwähnt, als Holzbronn zur Grafschaft Württemberg kam. 1381 wurde die erste Kirche errichtet, die 1758 wesentlich erweitert wurde. Das erste Schulhaus wurde 1830 gebaut.
Seit 1536 hatte der Ort den Status einer selbständigen Gemeinde. Im Rahmen der baden-württembergischen Gemeindereform wurde Holzbronn am 1. Juni 1972 nach Stammheim eingemeindet. Mit Stammheim kam Holzbronn am 1. Januar 1975 zu Calw-Hirsau, das am 1. Januar 1976 in Calw umbenannt wurde.
Die Ortschaft verfügt aber noch über eine eigene Ortsverwaltung. Ortsvorsteherin ist Helena Österle. 1987 war Holzbronn Bundespreisträger im Wettbewerb „Schöne Gemeinden“.
Von Streuobstwiesen umgeben, hat Holzbronn seinen dörflichen Charakter bis heute bewahrt und sich nur wenig über seine ursprünglichen Dorfgrenzen hinaus ausgedehnt. Obwohl die Landwirtschaft noch eine Rolle spielt, verdient doch die Mehrzahl der Erwerbstätigen ihren Lebensunterhalt außerhalb des Ortes.
Am Ortsrand befindet sich ein bedeutendes Werk der Homag Group, das Holzbearbeitungsmaschinen herstellt. Gegründet wurde dieser Standort 1971 unter dem Namen Holzma von Erwin Jenkner. Zeitweise war dieser Betrieb einer der wichtigsten Arbeitgeber im Kreis Calw.

## Wappen
Die Blasonierung des Wappens lautet: In Gold ein laufender roter Dorfbrunnen.

## Sehenswertes

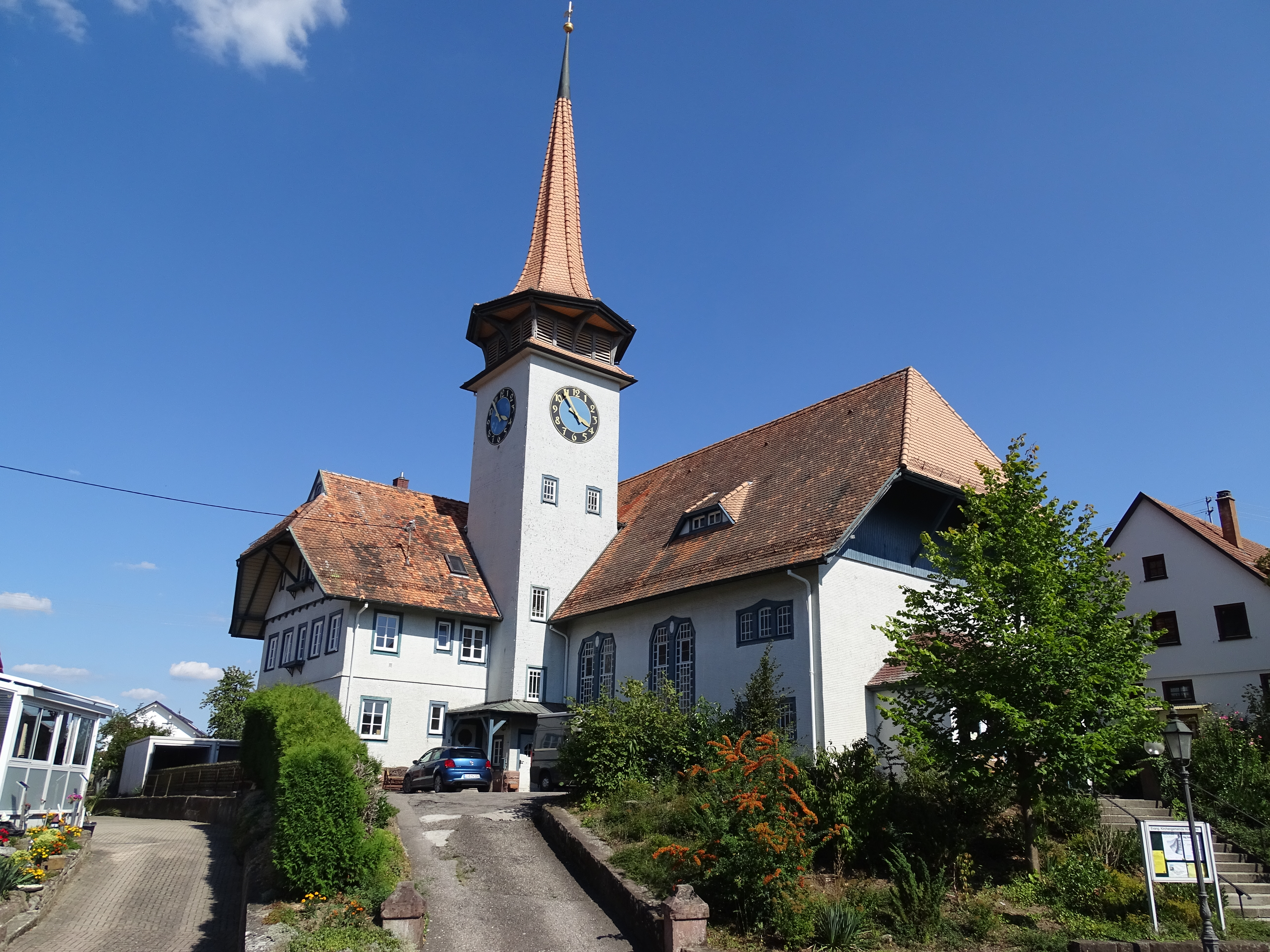
Bernhardskirche

Eine Sehenswürdigkeit ist die evangelische Bernhardskirche, seit 1998 mit diesem Namen. Sie wurde in den Jahren 1907 bis 1908 nach Plänen von Oberbaurat Heinrich Dolmetsch († 1908) und seinem Sohn Theodor erbaut und ist Mittelpunkt der evangelischen Bewohner, die zur Kirchengemeinde Stammheim-Holzbronn im Kirchenbezirk Calw-Nagold der Evangelischen Landeskirche in Württemberg gehören. Prägende Jugendstil-Elemente sind erhalten oder wiederverwendet: die reizvollen Fenster des Stuttgarter Glaskünstler Kurt Gläsche (Schwarzwälder Tier- und Pflanzenornamente) und der ursprüngliche Terrazzoboden. Bei zwei Renovierungen wurde der Altarraum verändert: 1972 musste die axiale Anordnung von Taufstein, Altar und Kanzel vor einer Jugendstil-Bilderwand einer Umgestaltung des Altarraums und einem großformatigen Wandgemälde von Rudolf Yelin d. J. weichen. Sein gleichschenkliges Holzkreuz mit aufgespachtelten Motiven und Blattgold-Auflage blieb bei der Renovierung 2006 erhalten, während sein Wandgemälde durch eine Vorblendung abgedeckt wurde. Der pagodenartige Turmhelm wird von den Holzbronnern liebevoll „gelbe Rübe“ genannt.
Im Nordwesten Holzbronns fließt die Xanderklinge teilweise als Sturzbach mit großem Gefälle hinab ins Tal, wo sie in die Nagold mündet. Ein Trampelpfad führt entlang der Xanderklinge, ist jedoch teilweise schwer begehbar. Über 3 m hohe Wasserfälle und 10 m hohe Felswände sind dort zu entdecken.
Ein Erlebnisweg entlang der Xanderklinge soll im Rahmen des sanften Tourismus ausgebaut werden.